# Puebla de Guzmán
Puebla de Guzmán település Spanyolországban, Huelva tartományban. Puebla de Guzmán Alosno, El Almendro, Mértola, Paymogo, Santa Bárbara de Casa, Cabezas Rubias és El Cerro de Andévalo községekkel határos. Lakosainak száma 3095 fő (2024).

## Népesség
A település népessége az utóbbi években az alábbiak szerint változott:
| Lakosok száma | 3220 | 3131 | 3200 | 3098 | 3124 | 3101 | 3138 | 3073 | 3154 | 3095 |
|               | 2001 | 2004 | 2006 | 2009 | 2011 | 2014 | 2016 | 2019 | 2021 | 2024 |